# 袁家嶺駅
袁家嶺駅（えんかれいえき）は、中華人民共和国湖南省長沙市芙蓉区にある長沙地下鉄2号線の駅である。

## 駅構造
- 島式ホーム1面

## 駅周辺
- 長沙第八医院[1]